# Исмаил Рахми паша Тепеделенлизаде
Исмаил Рахми паша Тепеделенлизаде (на турски: İsmail Rahmi Paşa, Tepedelenlizade) е османски офицер и чиновник.

## Биография
Роден е в 1806 година. Заема многобройни валийски постове в империята. През август 1859 година наследява Мехмед Саид паша Мирза като валия на Солунския еялет и остава на поста до януари 1860 година.